# Mallos niveus
Mallos niveus är en spindelart som beskrevs av O. Pickard-Cambridge 1902. Mallos niveus ingår i släktet Mallos och familjen kardarspindlar. Inga underarter finns listade i Catalogue of Life.